# Alte Burg (Neuburg an der Donau)
Die Alte Burg ist eine hochmittelalterliche Burgruine in Oberhausen (bei Neuburg/Donau) etwa zwei Kilometer westlich des oberbayerischen Ortes Neuburg an der Donau im Landkreis Neuburg-Schrobenhausen.

## Geographische Lage
Die Höhenburg liegt ungefähr zweieinhalb Kilometer westlich der Altstadt von Neuburg auf dem südlichen, bewaldeten 430 m ü. NHN hohen Steilufer der Donau. Etwa 300 Meter südöstlich der Ruine sind im Gelände die Erdwerke eines römischen Burgus erkennbar (Denkmalnummer D-1-7232-292).

## Geschichte
Die Burg wurde wahrscheinlich gegen Ende des 10. Jahrhunderts errichtet. Auf diese erste Wehranlage geht der eindrucksvolle Halsgraben zurück, der später teilweise ausgemauert wurde.
1007 wird in einer Urkunde Heinrichs II. eine Kemenate seiner Burg „Nouumburg“ genannt. Diese Neuburg ist wahrscheinlich die Alte Burg, die diesen Namen erst später zur Unterscheidung von der Siedlung auf dem Stadtberg und dem Schloss erhielt.
1197 vergab Heinrich VI. das Amt Neuburg mit der Burg als Lehen an seinen Marschall Heinrich von Kalden (Pappenheim), dessen Geschlecht wohl schon vorher die Burggrafen von Neuburg stellte.
Während der „Meraner Fehde“ (1246/47) eroberten die Wittelsbacher die Veste, die 1386 erneut im Krieg Bayerns gegen den Rheinbund zerstört wurde.
Die Burg wurde danach nicht mehr aufgebaut. Ab 1597 beutete man die Ruine als Steinbruch für den Neubau des Turmes der Hofkirche aus.
1818 kam die Alte Burg als Geschenk des bayerischen Königs an die Stadt Neuburg, die sich im Gegenzug zur Erhaltung des Baudenkmales verpflichten musste.

## Beschreibung

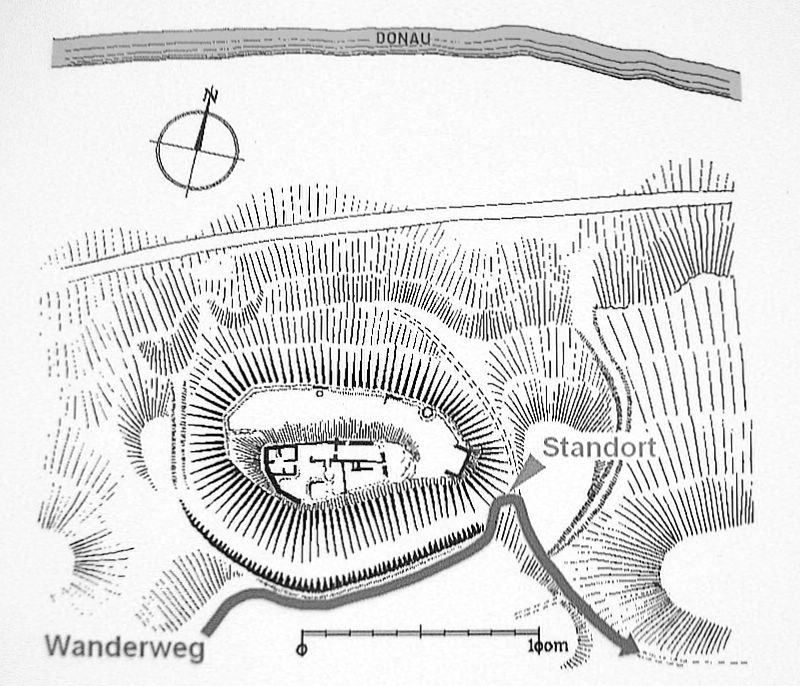
Grundriss auf einer Infotafel im Halsgraben

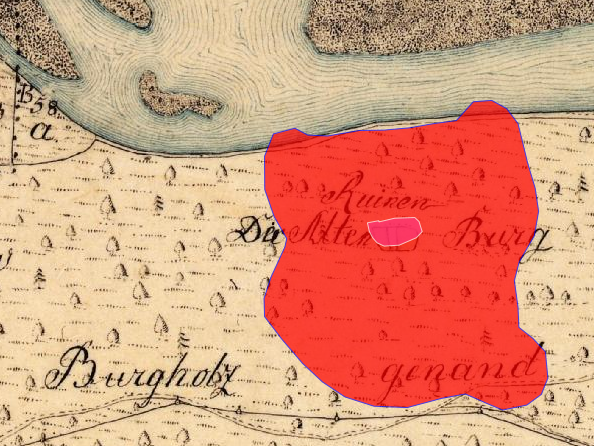
Lageplan von Alte Burg (Neuburg an der Donau) auf dem Urkataster von Bayern

Von der Burganlage haben sich noch Mauerreste und der tiefe Halsgraben erhalten.
Die Burgstelle wird durch einen – bis zu 15 Meter tiefen – bogenförmigen Halsgraben vom Vorgelände getrennt, der von einem Randwall umlaufen wird. Dieser Graben geht sicherlich auf die Vorgängerburg des 10. Jahrhunderts zurück. Dem Randwall ist noch ein breiter, seichter Außengraben vorgelagert, der sich am Steilhang auf halber Höhe als Berme fortsetzt. Im Westen endet die Berme allerdings heute am Steilabbruch einer großen Materialgrube. Solche doppelten Grabensysteme mit Hanggräben und Bermen sind typisch für Wehranlagen ungarn- und nachungarnzeitlicher Zeitstellung.
Das ovale, etwa 100 mal 50 Meter große Burgplateau wird im Westen von den hohen Außenwänden der Hauptgebäude schildmauerartig überragt. Auf der Innenseite sind zahlreiche Balkenlöcher der ehemaligen Geschosseinteilung sichtbar. Die Öffnungen auf der Außenseite sind allerdings Rüstlöcher. In diese Aussparungen wurden beim Bau Balken geschoben, die als Gerüstträger dienten.
Zwei große und einige kleinere (teilweise zugesetzte) Fensteröffnungen durchbrechen das Mauerwerk, das – wie die übrigen Burgreste – allerdings stark restauriert wurde. Von den Zwischenwänden sind nur die Fundamente geblieben.
Nördlich lag der quadratische Bergfried über dem Graben, die wenigen Mauerreste wurden wieder etwa einen halben Meter hoch aufgemauert. Von den nordwestlichen Nebengebäuden künden noch die Kellergeschosse. Der Bestand wurde allerdings durch die Konservierungsmaßnahmen stark verändert.
Im Norden und Osten wird die Kernburg von einer breiten Terrasse zwingerartig umlaufen. Von der Ummauerung sind nur noch geringe Reste zu sehen, im Osten lag eine nach innen offene Bastion oder Toranlage. Hier haben sich noch einige wenige Buckelquader mit Randschlag erhalten.
Die Anlage wird als Bodendenkmal unter der Aktennummer D-1-7232-0121 im Bayernatlas als „Burgstall des frühen und hohen Mittelalters, Burgruine des späten Mittelalters ("Alte Burg")“ geführt. Ebenso ist sie unter der Aktennummer D-1-85-150-6 als denkmalgeschütztes Baudenkmal von Schönau verzeichnet.

## Dokumentation
Der Zustand der sanierten Burgruine in den Jahren 2007/08

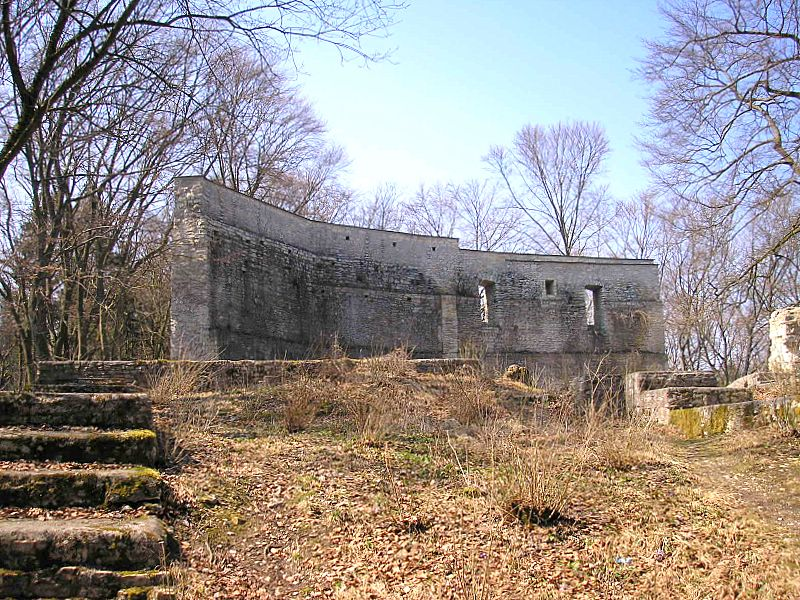
Burgplateau mit den Resten der Kernburg
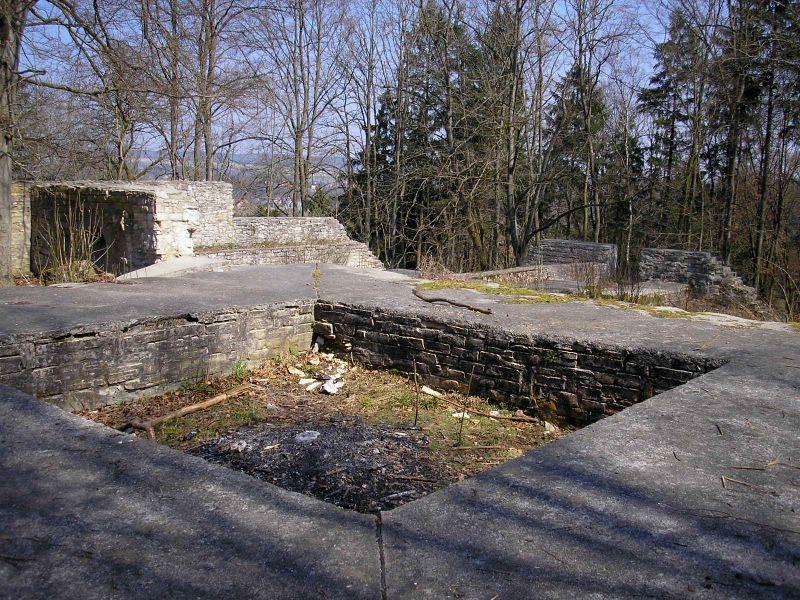
Bergfried und Nebengebäude
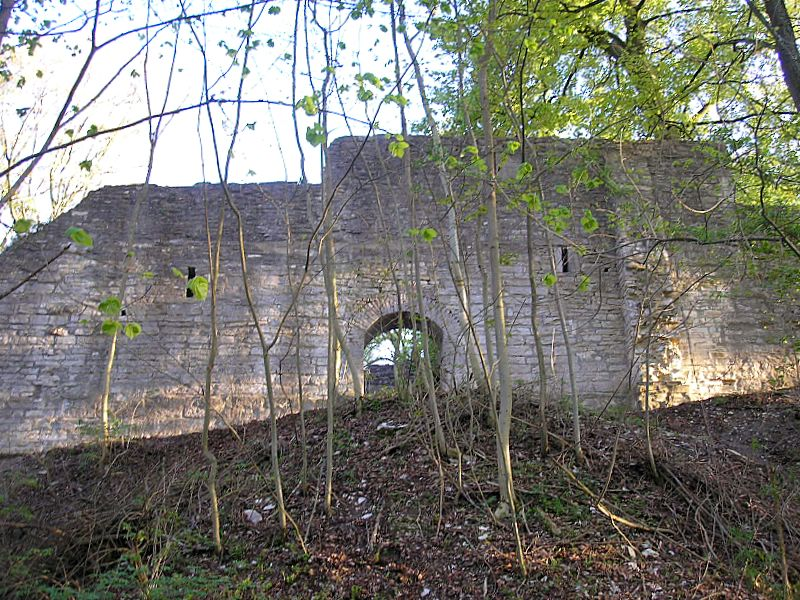
Außenwand des nordöstlichen Nebengebäudes
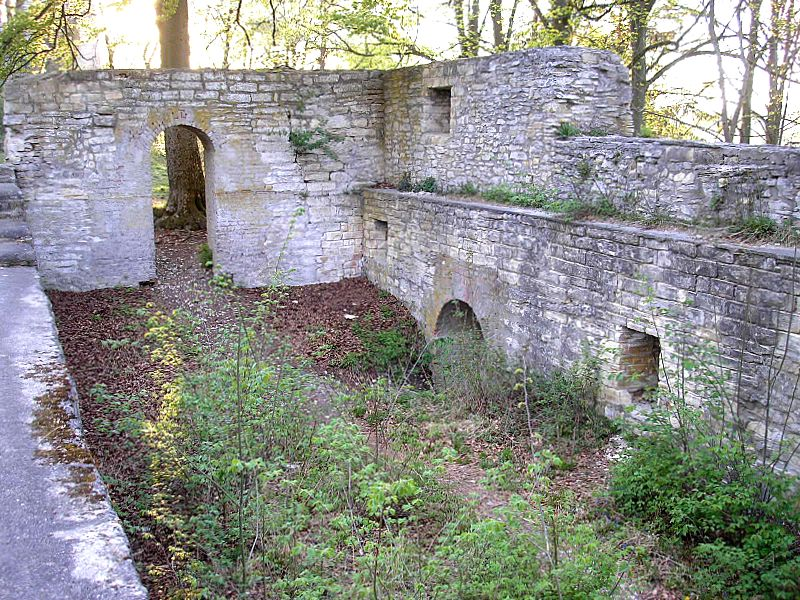
Innenansicht des nordöstlichen Nebengebäudes. Blick nach Westen.